# Arqaya
'Arqaya (tiếng Ả Rập: عرقايا) là một ngôi làng ở phía bắc Syria nằm về phía tây bắc của Homs ở tỉnh Homs. Theo Cục Thống kê Trung ương Syria, 'Arqaya có dân số 1.307 trong cuộc điều tra dân số năm 2004. Cư dân của nó chủ yếu là Alawites.